# Сухань
Сухань (пол. Suchań), Захан (нем. Zachan) — город в Польше, входит в Западно-Поморское воеводство, Старгардский повят. Имеет статус городско-сельской гмины. Занимает площадь 3,57 км². Население — 1489 человек (на 2013 год).